# Halictus ituricus
Halictus ituricus är en biart som beskrevs av Cockerell 1939. Halictus ituricus ingår i släktet bandbin, och familjen vägbin. Inga underarter finns listade i Catalogue of Life.